# Quasi-Park Narodowy Genkai
Quasi-Park Narodowy Genkai (jap. 玄海国定公園 Genkai Kokutei Kōen) – quasi-park narodowy w regionie Kiusiu (Kyūshū), w Japonii.
Park obejmuje tereny usytuowane w trzech prefekturach: Fukuoka, Saga i Nagasaki, o łącznym obszarze 105,61 km².